# カフス!
『カフス!』（Kuffs）は、1992年に公開されたアメリカ映画。

## ストーリー
サンフランシスコの名物男ジョージ・カフス(クリスチャン・スレイター)。陽気で憎めないが、21歳にもなって定職もなく、恋人のマヤ(ミラ・ジョヴォヴィッチ)が妊娠すると何とか逃れる手はないかと思案するといった、勝手気ままなその日暮らしを送っていた。
だが、そんな彼の生活にも異変が。民間警察パトロール・スペシャルの署長を務める自慢の兄ブラッド(ブルース・ボックスライトナー)が射殺されたのだ。無念のジョージは、兄のパトロール・スペシャルの権利を相続して、自分の手で兄殺しの犯人を逮捕しようと決意。慌てた街の人たちは、本職警官テッド(トニー・ゴールドウィン)をジョージの相棒にと送り込むが、頑固でケンカっ早いテッドはジョージと全くソリが合わない。が、21年間の人生で初めて本気になったジョージは意外な行動力を発揮、マヤともヨリを戻し、誰もが彼の成功を認め始めた頃、意外な事実が発覚する。
兄の殺人を企てたのは街の名士サム・ジョーンズ(ジョージ・デ・ラ・ペーニャ)で、自分の悪事がバレるのを怖れて、ブラッドを殺しパトロール・スペシャルの権利を手に入れようとしていたのだ。ジョーンズの悪事を暴き、ジョージは見事兄の仇を討つ。マヤとの間に子供も生まれ、再び平和な毎日が訪れるのだった。

## 出演
| 役名                     | 俳優                         | 日本語吹替 |
| 役名                     | 俳優                         | VHS版      |
| ------------------------ | ---------------------------- | ---------- |
| ジョージ・カフス         | クリスチャン・スレーター     | 堀内賢雄   |
| マヤ・カールトン         | ミラ・ジョヴォヴィッチ       | 松本梨香   |
| テッド・ブコウスキー     | トニー・ゴールドウィン       | 大塚芳忠   |
| ブラッド・カフス         | ブルース・ボックスライトナー | 田中秀幸   |
| モリノ署長               | トロイ・エヴァンス           | 池田勝     |
| サム・ジョーンズ         | ジョルジュ・デ・ラ・ペーニャ | 小川真司   |
| ケイン                   | レオン・リッピー             | 谷口節     |
| ビル・ドネリー           | ジョシュア・キャドマン       | 高宮俊介   |
| ニッキー・アリン         | メアリー・エレン・トレイナー | 紗ゆり     |
| ペイントストア経営者     | クレイグ・ベイトン           |            |
| ペイントストア経営者の妻 | アシュレイ・ジャッド         |            |
| ミスター・チャン         | アキ・アレオン               | 山野史人   |
| ビルのオーナー           | ヘンリー・G・サンダース      |            |
| レストランのオーナー     | ドム・マグウィリ             |            |

## スタッフ
- 監督：ブルース・A・エヴァンス
- 製作：レイノルド・ギデオン
- 製作総指揮：ディノ・デ・ラウレンティス
- 脚本：ブルース・A・エヴァンス、レイノルド・ギデオン
- 撮影：トーマス・デル・ルース
- 音楽：ハロルド・フォルターメイヤー